# 루마니아 공주 소피아
루마니아 공주 소피아(Princess Sophie of Romania, 1957년 10월 29일 ~ )는 루마니아의 미하이 1세 왕과 루마니아의 안의 넷째 딸이다.
소피아는 전문 사진가이며 루마니아 예술의 후원자이기도 하다.